# Mark Burton (Fußballspieler, 1974)
Mark Burton (* 18. Mai 1974 in Wellington) ist ein ehemaliger neuseeländischer Fußballspieler, der zu seiner aktiven Zeit in Deutschland und in seinem Heimatland, sowie in der neuseeländischen Nationalmannschaft spielte.

## Karriere
In Deutschland begann Burton seine Karriere bei der Reservemannschaft von Werder Bremen in der Regionalliga Nord, wo er bis 1995 aktiv war. Zur Saison 1995/1996 wechselte er zum VfL Osnabrück und spielte dort bis 1998, bevor er zu Kickers Emden transferiert wurde. Nach nur einem Jahr in Emden wechselte er schließlich zu seiner letzten Station in Deutschland: Ein Jahr spielte Burton für den VfB Lübeck, ehe er 2000 in seine Heimat zu den Football Kingz wechselte und dort bis 2004 aktiv war.

## Nationalmannschaft
Für die neuseeländische Nationalmannschaft bestritt Burton den OFC-Nationen-Pokal 1998 und 2002, 1998 schoss er gegen Australien das entscheidende Siegtor zum Titelgewinn. Außerdem spielte er beim Konföderationen-Pokal 1999 in Mexiko und 2003 in Frankreich für sein Land.

## Erfolge
- OFC-Nationen-Pokalsieger 1998
- Teilnehmer Konföderationen-Pokal 1999 und 2003